# Marc André Souchay (Kaufmann, 1824)

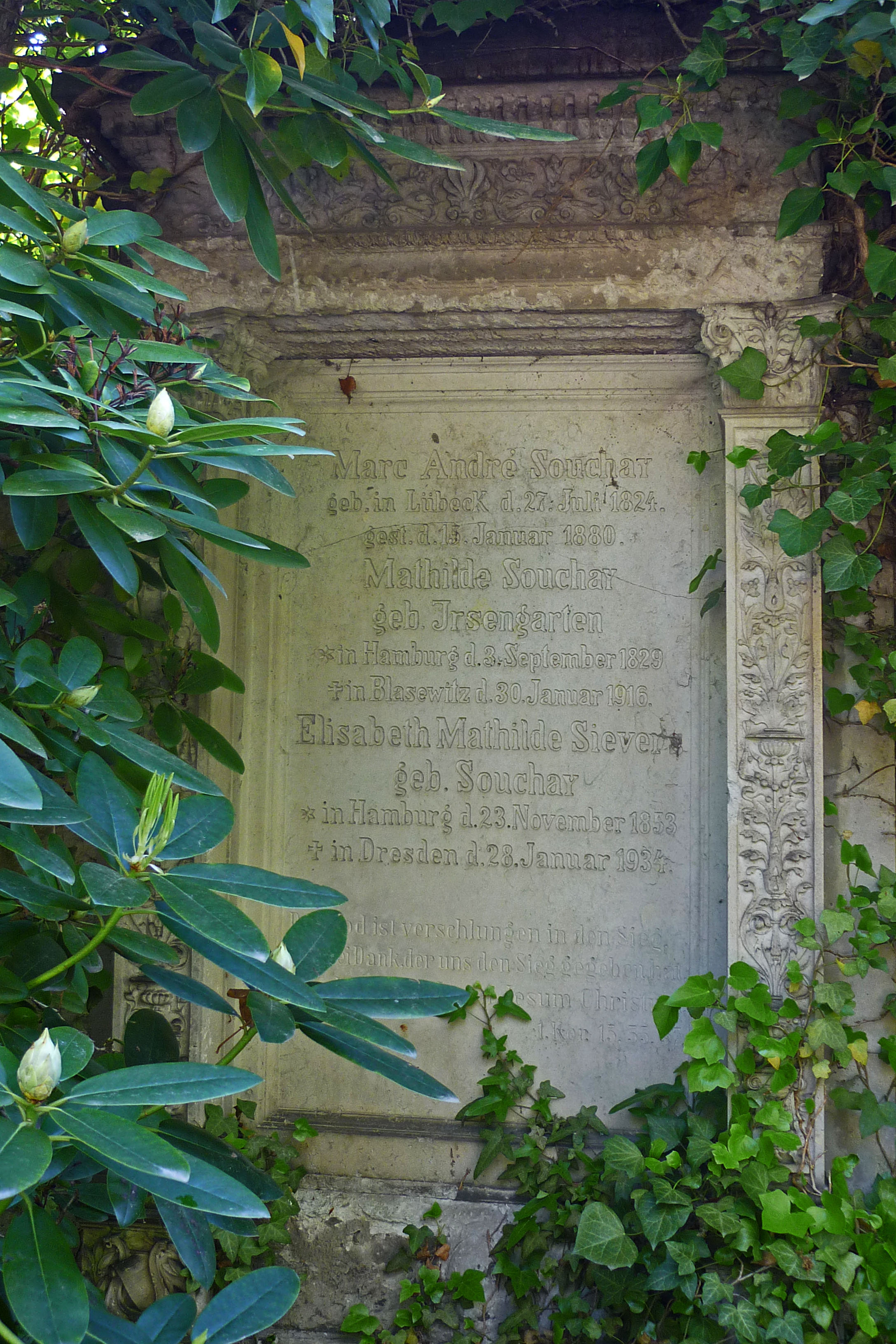
Grab Marc André Souchays, seiner Frau und einer Tochter auf dem Inneren Plauenschen Friedhof in Dresden-Plauen

Marc André Souchay (* 27. Juli 1824 in Lübeck; † 15. Januar 1880 in Dresden) war ein deutscher Kaufmann, Klavierlehrer und Musikkritiker.

## Leben
Marc André Souchay stammte aus dem Lübecker Zweig der wohlhabenden hugenottischen Familie  Souchay, die Anfang des 18. Jahrhunderts aus Frankreich zunächst nach Hanau gekommen war. Er war das erste Kind des gleichnamigen Kaufmanns Marc André Souchay und dessen Frau Elisabeth Louise Betty, geb. Ganslandt (1806–1842), einer Tochter von Röttger Ganslandt. Auch sein Großvater väterlicherseits hieß schon Marc André Souchay; Theodor Souchay war sein jüngerer Bruder.
Er erhielt sowohl eine kaufmännische Ausbildung als auch eine umfassende musikalische Bildung. 1842 war er Schüler von Wilhelm Deichert in Kassel. Ab 1847 lebte er als Klavierlehrer und Musikkritiker in Hamburg. 1854 ging er für weitere Studien zu Franz Liszt nach Weimar. Seine „schwankende Gesundheit“ machte seinen Plan, sich zum Klaviervirtuosen ausbilden zu lassen, zunichte. Sein Erbe versetzte ihn jedoch in die Lage, sich als Privatier ganz der Musik widmen zu können.
Er erbte das große Haus Johannisstraße (heute Dr.-Julius-Leber-Straße) 52, das später für den Komplex des Gewerkschaftshauses abgebrochen wurde, und war Mitbesitzer des Gutes Krempelsdorf, dessen Herrenhaus als Sommersitz der Familie diente. Aus Weimar hatte Souchay die Begeisterung für das Werk von Richard Wagner mitgebracht. Im Februar 1869 fand im großen Saal seines Hauses eine konzertante Aufführung der Ouvertüre und des 2. Aktes von Wagners Oper Der fliegende Holländer statt. Souchay hatte die Einstudierung übernommen und leitete die Aufführung vom Flügel aus. 
Ab 1875 lebte er in Dresden als Tonkünstler in der Waisenhausstr. 13. Er wurde auf dem Inneren Plauenschen Friedhof beigesetzt, wo sein Grabstein erhalten ist und unter Denkmalschutz steht.
Seit 1851 war er verheiratet mit Maria Mathilde, geb. Irsengarten (* 1829 in Hamburg; † 1916 in Dresden-Blasewitz). Das Paar hatte vier Töchter, darunter Theodora (Dora, 1857–1945), die Theodor Distel heiratete und die Mutter von Hilde und Lilli war, sowie Louise Souchay (1858–1945), die letzte Trägerin des Namens in Lübeck. Da Marc André Souchay keinen Sohn hatte, erhielt ein Sohn seines Bruders Theodor den Namen Marc André Souchay (1861–1944). Der Komponist Marc-André Souchay war ein Enkel.

## Korrespondenz mit Mendelssohn
Souchay war ein entfernter Cousin von Cécile Charlotte Sophie Mendelssohn Bartholdy, geb. Jeanrenaud (1817–1853) aus dem Frankfurter Ast der Familie Souchay, der Ehefrau von Felix Mendelssohn Bartholdy. Mit beiden führte er schon als Jugendlicher eine Korrespondenz, von der ein Brief Mendelsohns an Souchay vom 15. Oktober 1842 Berühmtheit erlangte und oft zitiert worden ist. Der damals 18-jährige Souchay hatte Mendelssohn zu einer Reihe der Lieder ohne Worte Titel vorgeschlagen. Mendelssohn lehnte den Vorschlag ab; seine Antwort „gilt als eines der zentralen Dokumente seiner Musikanschauung“:

„Es wird so viel über Musik gesprochen und so wenig gesagt – ich glaube, die Worte überhaupt reichen nicht hin dazu, und fände ich, daß sie hinreichten, so würde ich am Ende keine Musik mehr machen. [...] Das was mir eine Musik ausspricht, die ich liebe, sind mir nicht zu unbestimmte Gedanke, um sie in Worte zu fassen, sondern zu bestimmte. [...] Fragen Sie mich, was ich mir dabei gedacht habe, so sage ich: gerade das Lied, wie es da steht. Und habe ich bei dem einen oder dem andern ein bestimmtes Wort oder bestimmte Worte im Sinne gehabt, so kann ich die doch keinem Menschen aussprechen, weil dem einen das Wort nicht heißt, was es dem andern heißt, weil nur das Lied dem einen dasselbe sagen, dasselbe Gefühl in ihm erwecken kann, wie im andern – ein Gefühl, das sich aber nicht durch dieselben Worte ausspricht.“